# Jonquière (circonscription fédérale)
Pour les articles homonymes, voir Jonquière (homonymie).
Circonscription électorale fédérale du Canada
Jonquière est une circonscription électorale fédérale canadienne de la région du Saguenay—Lac-Saint-Jean au Québec. 
Elle existe en deux périodes discontinues, d'abord de 1979 à 2004, puis est recréée lors du redécoupage électoral de 2013, pour être représentée à la Chambre des communes à partir des élections de 2015.

## Géographie
Depuis 2013, elle est constituée de :
- L'arrondissement de Jonquière et d'une partie de l'arrondissement de Chicoutimi de la ville de Saguenay ;
- La ville de Saint-Honoré ;
- Les municipalités de Larouche, Saint-Nazaire, Labrecque, Lamarche, Bégin, Saint-David-de-Falardeau, Saint-Ambroise, Saint-David-de-Falardeau, Saint-Charles-de-Bourget et Saint-Fulgence ;
- La municipalité de paroisse de Sainte-Rose-du-Nord ;
- Les territoires non organisés de Lac-Ministuk et Mont-Valin.

Les circonscriptions limitrophes sont Chicoutimi—Le Fjord, Beauport—Côte-de-Beaupré—Île d'Orléans—Charlevoix, Lac-Saint-Jean, Abitibi—Baie-James—Nunavik—Eeyou et Manicouagan.

## Histoire
La circonscription est créée en 1976 à partir des circonscriptions de Lapointe et de Montmorency. Ses limites sont modifiées en 1987 et 1996.
En 1996, la circonscription de Jonquière comprend :
- Les villes de Jonquière et de Laterrière ;
- Une partie de Chicoutimi ;
- Les localités de Lac-Kénogami, Shipshaw, Larouche et Lac-Ministuk dans la MRC du Fjord-du-Saguenay.

Abolie en 2003, elle est divisée entre Jonquière—Alma et Chicoutimi—Le Fjord.
Lors du redécoupage électoral de 2013, elle est reconstituée à partir de la partie est de Jonquière—Alma (le secteur de Jonquière), d'une grande partie de Chicoutimi—Le Fjord et d'une partie de Roberval—Lac-Saint-Jean.

## Députés
| Législature                                                               | Années        | Député                 | Parti | Parti                     |
| ------------------------------------------------------------------------- | ------------- | ---------------------- | ----- | ------------------------- |
| Jonquière issue de Lapointe et Montmorency                                |               |                        |       |                           |
| 31e                                                                       | 1979–1980     | Gilles Marceau         |       | Libéral                   |
| 32e                                                                       | 1980–1984     | Gilles Marceau         |       | Libéral                   |
| 33e                                                                       | 1984–1988     | Jean-Pierre Blackburn  |       | Progressiste-conservateur |
| 34e                                                                       | 1988–1993     | Jean-Pierre Blackburn  |       | Progressiste-conservateur |
| 35e                                                                       | 1993–1997     | André Caron            |       | Bloc québécois            |
| 36e                                                                       | 1997–2000     | Jocelyne Girard-Bujold |       | Bloc québécois            |
| 37e                                                                       | 2000–2004     | Jocelyne Girard-Bujold |       | Bloc québécois            |
| Dissoute parmi Chicoutimi—Le Fjord et Jonquière—Alma                      |               |                        |       |                           |
| Recréée de Roberval—Lac-Saint-Jean, Chicoutimi—Le Fjord et Jonquière—Alma |               |                        |       |                           |
| 42e                                                                       | 2015–2019     | Karine Trudel          |       | Néo-démocrate             |
| 43e                                                                       | 2019–2021     | Mario Simard           |       | Bloc québécois            |
| 44e                                                                       | 2021–2025     | Mario Simard           |       | Bloc québécois            |
| 45e                                                                       | 2025–en cours | Mario Simard           |       | Bloc québécois            |